# Landshövdingar i Hallands län
Landshövdingen i Hallands län är chef för Länsstyrelsen i Hallands län. Landshövdingen blir under sin ämbetstid även ståthållare på Halmstads slott och ingår därmed i de Icke tjänstgörande hovstaterna vid Kungliga hovet.
Den förste landshövdingen i Hallands län utsågs 1658, dessförinnan utövades regeringens regionala styre av guvernörer. Länsstyrelsen i Hallands län kom dock inte att bildas förrän 1719.
För hertigar av Halland och medeltida läntagare, se lista över grevar, hertigar och länsmän av Halland.

## Guvernörer[3]
1. 1646–1651: Caspar Otto Sperling
2. 1651–1653: Nils Kagg, efter hans död skötte Bengt Lilliehöök och Erik Brandt guvernörssysslorna, fram till dess att Bengt Horn tillträdde
3. 1654–1655: Bengt Horn
4. 1655–1666: Axel Lillie
5. 1656–1658: Erik Stenbock

## Landshövdingar[4]
1. 1658–1665: Bengt Lilliehöök
2. 1665–1666: Johan Hård af Segerstad
3. 1666: Augustin Leijonsköld, tillträdde ej
4. 1666–1676: Johan Hård af Segerstad
5. 1676–1678: Göran Sperling
6. 1678–1684: Sven Andersson Ranck
7. 1684–1694: Gustaf Tungel
8. 1698–1705: Hans von Dellingshausen
9. 1705–1710: Reinhold Johan von Fersen
10. 1710–1728: Axel von Faltzburg
11. 1728–1737: Wilhelm Bennet
12. 1737–1745: Claes Rålamb
13. 1745–1750: Carl Mårten Fleetwood
14. 1750: Nils Bonde, byte med Carl Mårten Fleetwood
15. 1750–1761: Hans Hummelhielm
16. 1761–1771: Arvid Silfverschiöld
17. 1771–1776: Olof von Nackreij
18. 1776–1781: Salomon von Otter
19. 1781–1793: Georg Gustaf Wrangel
20. 1793–1810: Axel Eric Gyllenstierna
21. 1810–1812: Gustaf Wilhelm Conradi
22. 1812–1818: Josua Sylvander
23. 1818–1823: Lars Arnell
24. 1824–1844: Claes Virgin
25. 1844–1860: Adolf Patrik Lewenhaupt
26. 1860–1870: Oscar Alströmer
27. 1870: Wilhelm Leijonancker
28. 1870–1876: Oscar Alströmer
29. 1876–1883: Wilhelm Leijonancker
30. 1883–1902: Carl Nordenfalk
31. 1902–1916: Axel Asker
32. 1916–1920: Carl Fredrik Hederstierna
33. 1920–1935: Axel Mörner
34. 1935–1943: Hilding Kjellman
35. 1943–1959: Reimer Johansson
36. 1959–1971: Ingvar Lindell
37. 1972–1978: Yngve Holmberg
38. 1978–1979: Carl Persson
39. 1979–1986: Johannes Antonsson
40. 1986–1997: Björn Molin
41. 1997–2004: Karin Starrin
42. 2005–2014: Lars-Erik Lövdén
43. 2014–2020: Lena Sommestad
44. 2020–2023 : Brittis Benzler[5]
45. 2023– : Anders Thornberg[6]